# Бронирана палуба
Бронирана палуба е елемент от конструкцията на бронираните бойни кораби. Представлява хоризонтална преграда на корпуса на кораб, което е изградено от плочи броня, често изпъкнало или имащо насочени надолу скосявания. Предназначено е да защитава съда от падащи отгоре снаряди, бомби, осколки и отломъци. При големите кораби обикновено съединява горната и долната част на бронирания пояс, но може да се използва и като самостоятелен елемент в бронирането на кораба.
Бронираната палуба за първи път се използва на кораба „Монитор“, построен през 1862 г. в САЩ, като защита от косо летящи снаряди. След това се появила през 1870-те години на бронепалубните крайцери, като умерено по тегло решение на проблема за защита на механизмите на кораба и артилерийските му погреби. По-нататък палубата получава скосявания към бордовете, а също и към носа и кърмата, като дадената конструкция се нарича „черупковидна“, по аналогия с черупката на костенурката с нейната коруба. Последващата еволюция на бронираната палуба е свързана с увеличаването на дистанцията на сражение, което увеличава вероятността от падащо попадение на снаряд, а след това и бомба с развитието на авиацията. На линейните кораби от 20 век, като правило има две или три бронирани палуби, всяка от които има своя собствена роля в защитата на кораба. В съвременното корабостроене този елемент от конструкцията на бойните кораби практически вече не се използва.

## Еволюция на бронираната палуба
Първите броненосци нямат бронирана палуба, тъй като дистанциите на боя са малки и вероятността от попадение на снаряд, летящ по балистична траектория над бронирания пояс е много малка. За първи път в историята на корабостроенето бронирана палуба има корабът на ВМС на САЩ „Монитор“, проектиран от Д. Ериксон през 1861 г. Надводният борд на „Монитор“ е толкова нисък, че попадения на снаряди по траектория отгоре се смятат за много вероятни. Поради това корабът се сдобива освен броневия пояс и с бронирана палуба, която е с дебелина 1 дюйм (25,4 mm).
Всъщност още плаващите батареи от времето на Кримската война носели горна бронирана палуба с дебелина от 1 дюйм, плюс дървена настилка, които, както показва бойния опит, са неуязвими за снарядите на артилерията от онези времена, падащи под достатъчно остри ъгли. Вътрешната бронирана палуба, разположена в корпуса, за първи път се появява на британския крайцер „Шанън“, при който цялата защита на носовата част е само благодарение на нея. Задължителен елемент от защитата на бойните кораби бронираната палуба става след появата на оръдията с подобрена балистика и висока траектория на снаряда, които осигуряват поразяване не само на бордовете на противника, но и на палубата му при сражение на голяма дистанция.
На бронепалубните (леки) крайцери бронираната палуба е само една, но тя е разположена ниско в корпуса, примерно на нивото на водолинията и има оформени скосявания, които слизат под водолинията, за да предпази разположените под нея части на кораба от попаденията на вражеските снаряди – т.нар. черупковидна, т.е. изпъкнала бронирана палуба, която е единствената защита на този тип кораби. Помещенията, разположени над нея, не са защитени по никакъв начин дори от попадения на малокалибрени снаряди, в същото време тези под нея са добре защитени, което позволява да се запази маневреност и плавучест на кораба дори при тежки повреди на бордовете му. Освен това въоръжението на този тип кораби също е слабо защитено, което намалява неговите бойни качества.
На по-тежките кораби също започват да поставят черупковидна бронирана палуба вътре в корпуса, скосовете на която се съединяват с долния край на бронирания пояс. Дори поясът да бъде пробит осколките на снарядите и пояса не прониквали под тази палуба.
Основното изискване към палубната броня е да съответства по здравина на бордовото брониране на кораба срещу тези средства за поразяване, които най-вероятно ще се използват срещу дадения кораб. При високобордовите кораби това не може да се изпълни за сметка брониране само на палубата, тъй като толкова високо разположена тежест ще застраши устойчивостта на кораба. Поради тази причина в повечето случаи на тежките кораби (броненосци, линкори, броненосни, тежки и линейни крайцери) се използват не една, а две или три бронирани палуби, максимално отдалечени една от друга. Най-ниската от тях защитава котлите и механизмите, а най-горната конструктивно се съединява или с палубата на полубака (на носа), или с тази на спардека (в средната част на корпуса). Най-горната бронирана палуба обикновено можела да спре фугасен снаряд, който да се взриви извън корпуса на кораба, като осколките му, заедно с осколките на палубата силно повреждат незащитените помещения, разположени над по-долната палуба. При попадение на бронебоен снаряд няколкото палуби силно намаляват кинетичната му енергия, като последната палуба следва да го спре и да защити жизненоважните части на кораба. Трябва да се смирят с унищожените помещения между палубите. Понякога веднага след основната бронирана палуба има и втора – противоосколъчна, но тя често също сериозно се поврежда заедно с основната палуба.
При сравнение дебелината на палубата е доста по-малка, отколкото тази на бронирания пояс, тъй като в повечето случаи снарядите я поразяват под много остър ъгъл (обикновено до 50 – 60°) и при тези ъгли на снаряда се противостоят по-голяма дебелина броня, отколкото ако ъгълът е нормален (този принцип е широко застъпен в танкостроенето, с наклонените бронеплочи на танковата броня). Тази сравнително тънка броня, разчетана за големи дистанции на сраженията и остри ъгли на попадение, от своя страна е силно уязвима от балистични траектории на стрелбата (каквато е стрелбата на обсадната артилерия) – например обсадната артилерия на японците при Порт Артур, стрелящи по парабола, с ъгли на попадения близки до нормалните пробива руските броненосни кораби от палубата на спардека до дъното, същото касае пораженията нанасяни от авиобомбите. При построените в началото на 20 век британски броненосци, хоризонталното брониране е до една четвърт от общото тегло на бронята, а по площ (заедно със скосовете) е сравнима с бордната броня.
Въпреки това дори и доста по-късно конструкторите отделят поразително малко внимание на защитата на корабите от снаряди, летящи по висока траектория. Например в Ютландското сражение британският линеен крайцер „Куин Мери“ (на английски: HMS Queen Mary) е потопен от огъня на немските „Зайдлиц“ и „Дерфлингер“, единият от снарядите на които пробива тънките бронирани палуби в района на носовите погреби и ги детонирал. Почти така, след три десетилетия, загива и линейният крайцер „Худ“ (на английски: HMS Hood) в битката му с „Бисмарк“, който на дистанция от 20 000 m, което приблизително отговаря на ъгъл на падане на снарядите от 60°, с втория залп на своя 15″ главен калибър покрива британския крайцер и пробивайки четирите му бронирани палуби над погребите (дебели 1/2, 2, 1/2 и 1 1/2 дюйма съответно), за един миг го потопява, заедно с целия му екипаж. Това показва как бронирането на палубите на британските линейни крайцери напълно не съответства на 12″ им бордово брониране.
Като цяло развитието на артилерията и появата на новото оръжие – противокорабните авиобомби – е отчетено едва при строежа на корабите от междувоенния период, такива като „Ямато“ или линейните кораби тип „Ришельо“. При тях сумарната дебелина на бронираните палуби надвишава 200 mm и е напълно съпоставима с бордовата им броня. Следва да се отбележи, че тази система на брониране е една от причините за огромните размери на тези кораби.